# 蒙古聯合自治政府

蒙古聯合自治政府
（1939年－1941年）
蒙古自治邦政府
（1941年－1945年）
ᠮᠣᠩᠭᠣᠯ ‍ᠤᠨ
ᠥᠪᠡᠷᠲᠡᠭᠡᠨ
ᠵᠠᠰᠠᠬᠤ
ᠬᠣᠯᠪᠣᠭᠠᠲᠤ
ᠵᠠᠰᠠᠭ ‍ᠤᠨ
ᠣᠷᠳᠣᠨ (モンゴル語)

国の標語: 民族協和

蒙古聯合自治政府（もうこれんごうじちせいふ、英語: Mengjiang United Autonomous Government、モンゴル語: Монголын Өөртөө Засах Холбоот Засгийн Ордон） は、大日本帝国の傀儡国家として成立した内モンゴルの自治区である。蒙疆または蒙古境界地とも呼ばれる。1939年に成立し、1940年からは中華民国再編国民政府（傀儡国家でもあった）の名目上の主権下に置かれた。内モンゴル自治区は、現在の内モンゴル自治区の中央部に相当する察哈爾省と綏遠省から成っていた。蒙古国とも呼ばれ、日本の傀儡国家である満洲国になぞらえている。首都はカルガンで、モンゴル貴族デムチュクドンロブの名目上の支配下にあった。1945年の大日本帝国の敗戦後、領土は中国の支配下に戻った。

## 「蒙疆」の由来
「蒙疆」という名称は、日本軍が内蒙古にモンゴル人を主体とする政権を築く際に、「蒙古」と呼んでしまうと同地の南部を中心に居住する回民（漢系ムスリム）を蔑ろにしてしまうと考え、「蒙古人の土地」という意味であえて曖昧な「蒙疆」という表現を使ったために生まれた言葉である。この地名は「蒙疆聯合委員会」として政権の名称ともなったが、この地を「蒙古」と認識するモンゴル人からは反感も強く、その後の改組では「蒙古聯合自治政府」へと名称が変更された。
1939年、京城帝国大学蒙疆探檢隊の多田文男は「蒙疆と云ふ字が何を意味…疆に就いては、萬里の長城の内外長城線の中間地帯を指してゐると云ふ読と、或は漠然と邊疆を意味すると云ふ詮と、さては新疆省の疆だと云ふ者もあります。」と述べており、名称の曖昧さが窺える。

## 歴史
蒙疆地区には1937年、蒙古聯盟・察南・晋北の3自治政府が設立されたが、利害関係を調整して活動の円滑化を図るため、1937年11月22日、3自治政府によって蒙疆聯合委員会が設立された。

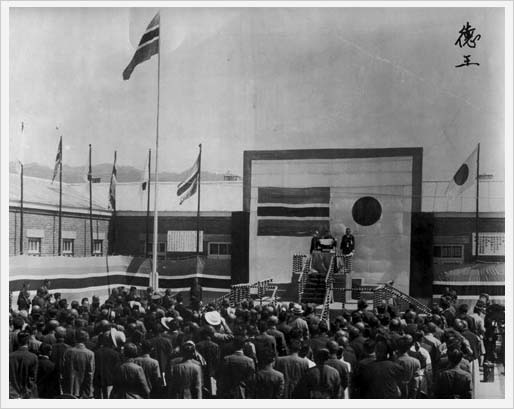
聯合自治政府の成立式典

しかし、この委員会が十分に機能しなかったため、政府そのものを統合、一体化しようという機運が高まり、1939年9月1日、駐蒙日本軍の主導のもとで、3自治政府が統合して蒙古聯合自治政府が樹立された。初代の主席にはデムチュクドンロブ（徳穆楚克棟魯普、徳王）、副主席に于品卿と夏恭、最高顧問に金井章次が就任。首都は張家口に置かれ、名目としては中華民国臨時政府・汪兆銘政権といった傀儡政権下の自治政府という位置づけだった。この統合により総人口525万4833人のうち漢民族が9割の501万9987人に対してモンゴル族は15万4203人となった。
日本は、特定地点に防共目的で日本軍を駐屯し、内モンゴルを特殊防共地域とする方針を発表していた（1938年〈昭和13年〉12月「日支国交調整方針に関する声明」〈第三次近衛声明〉）。主席のデムチュクドンロブ（徳王）は就任宣言において「防共協和および厚生に最善の努力を行使」と謳った。その後、1940年（昭和15年）11月30日に、日本は中華民国南京国民政府（汪兆銘政権）と日華基本条約を結び、南京国民政府は共同防共を実行するための蒙疆への日本軍の駐屯を認めた。
1941年8月4日には蒙古自治邦政府へと政府名称を改称。蒙疆は中国に隷属する地方政権という意味があり、モンゴルの民族・土地・人という意味があり世界にも知られている「蒙古」に変えるというモンゴル側の強い意向があったという。
1945年8月9日のソ連対日参戦と日本の敗戦によって崩壊。

## 蒙疆連絡部
1938年11月28日、第1次近衛内閣は、対中国中央機関としての興亜院の設置を閣議決定した。翌年3月10日、張家口に興亜院蒙疆連絡部が設置された。同年6月20日、後に第68代・69代総理大臣となった若き大蔵官僚の大平正芳が、蒙疆連絡部経済課主任（同年10月、経済課長）として着任し、1940年10月まで日本の大陸経営の一端を担ってきた。大平の重要な職務のひとつは、興亜院が主導する阿片政策の遂行であった。結局、蒙疆地区は、アジアの阿片供給源として位置づけられた。

## 首脳人事

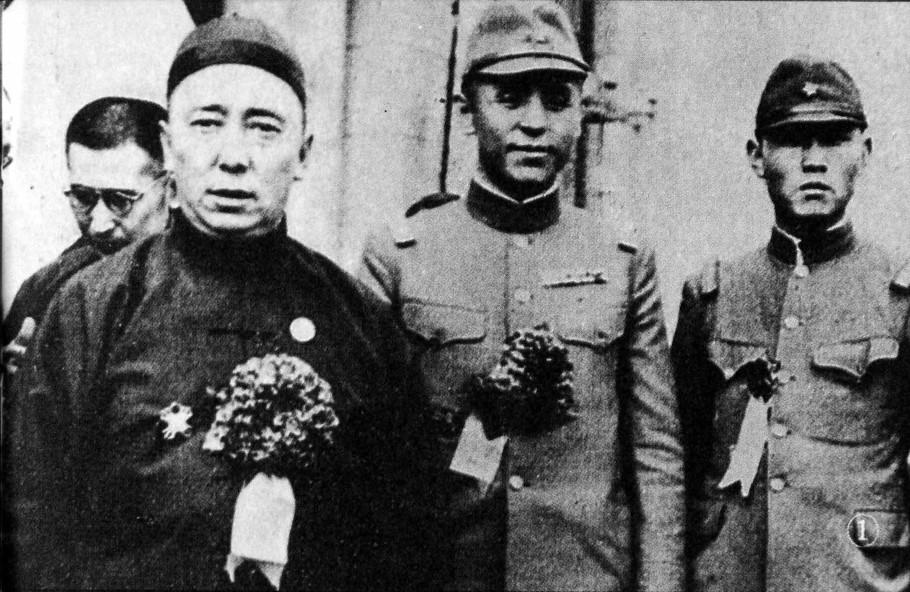
デムチュクドンロブ(左)、李守信(中)と日本軍人

在職期間について特記なき場合『世界諸国の制度・組織・人事 : 1840-2000』による。

### 主席
| 代 | 氏名 | 在任期間                |
| -- | ---- | ----------------------- |
| 1  | 徳王 | 1939年9月1日 - （終戦） |

### 最高顧問
| 代 | 氏名     | 在任期間                      | 主な前職                                                                    | 主な後職                            |
| -- | -------- | ----------------------------- | --------------------------------------------------------------------------- | ----------------------------------- |
| 1  | 金井章次 | 1939年9月1日 - 1941年11月27日 | 満州青年連盟理事長代理、 浜江省総務庁長、 間島省長、 蒙疆聯合委員会最高顧問 |                                     |
| 2  | 大橋忠一 | 1941年11月27日 - 1942年9月3日 | 満州国参議府参議、 日本国外務次官                                           | 日本国衆議院議員、 駐カンボジア大使 |
| 3  | 神吉正一 | 1945年2月26日 - （終戦）      | 満州国国務院総務庁次長、 蒙古聯合自治政府総務庁長                           | 弁護士                              |

### 副主席
- 夏恭：1939年9月1日 - 1940年1月10日
- 于品卿：1939年9月1日 - 1945年12月27日（刑死）
- 李守信：1941年6月1日 - （終戦）

### 政務院長
- 卓特巴扎普：1939年9月1日 - 1941年6月1日
- 呉鶴齢：1941年6月1日 - 1945年2月26日
- （兼）徳王：1945年2月26日 - （終戦）

## 経済
独自の中央銀行として蒙疆銀行を有し、何年も経たない独自の通貨を印刷した。伝統的な地元の貨幣店の中には、嘉辰年(甲辰年)など、中国の年の番号付けシステムを使用した通貨も製造しているところもあった。
日本は、彼らが作った蒙江の鉱物資源に興味を持っていた。一例として、日本軍は宣化龍岩の鉄鉱山を生産し、1941年には埋蔵量9,164万5,000トンを生産。そして、陸上の石炭埋蔵量を分析したところ、1つは504トン、もう1つは潜在生産量が202,000トンであった（1934年）。
蒙江鉄鉱床は日本に直接輸出されていた。同時に、日本軍は綏源（もう一つの蒙江占領地区）の石炭埋蔵量を求め、その中には4億1,700万トンの石炭埋蔵量のうちの1つと、1940年に5万8,000トンが採掘される可能性のある石炭が含まれていた。

## 軍事
内蒙軍は、1929年に組織された900人の徳王の親衛隊を発端とする。しかし、これらの武装は貧弱で、張学良から与えられた銃や山砲しか装備していなかった。その後日本軍の支援を受けて軍事組織としての体裁を整えていく。
綏遠事件の際には内蒙軍は10,000人が9個師団（うち8個が騎兵師団）として拡充編制されており、李守信に指揮された満州国興安軍が熱河省から越境すると察哈爾省や綏遠省の匪賊や脱走兵が参加した。これらは王英の指揮の下4個旅団に編制され、大漢義勇軍と称した。
綏遠事件の敗北の後、内蒙軍は総兵力が20,000人ほどの8個の小規模な師団に再編制され、日中戦争の開戦初頭には綏遠省の攻撃（チャハル作戦）に参加した。その後、これらの兵力は太原作戦にも参加した。
1939年には軍内部の漢人をまとめた3個旅団からなる「蒙古鎮圧部隊」が作られ、匪賊掃討などの後方任務に当てられた。1943年、旧第4・第5蒙古師団が新第8蒙古師団に、旧第7・第8蒙古師団が新第9蒙古師団に再編制された。軍の総兵力は4,000から10,000人程度であり、全て騎兵であった。これを支援する小規模の重装備部隊が日本人によって運用されていた。つまり、この頃の内蒙古政府は合計5個師団を保有していたが、ほぼ民兵や治安維持部隊であり、3個連隊編制は名目上のものであった。各師団の1個連隊のみが任務に従事できる状態であったと考えられている。
1944年には日本軍はこれを察哈爾守備隊として4個師団8,000人体制に再編制した。終戦時には、内蒙古政府は2個歩兵師団と4個騎兵師団、3個中国人独立旅団と1個警備連隊を保有していた。

### 駐蒙軍
- 第26師団
- 独立混成第2旅団
- 第4独立警備隊

## 行政区画
自治政府の行政区画は、特別市、省（1943年以前は政庁）、アイマク（盟）の3種類が存在した。
- 特別市
  - 厚和特別市
  - 張家口特別市
  - 包頭特別市
- 省
  - 宣化省（旧察南政庁）
  - 大同省（旧晋北政庁）
- アイマク（盟）
  - 察哈爾盟
  - 巴彦塔拉盟
  - 伊克昭盟
  - 錫林郭勒盟
  - 烏蘭察布盟